# Austropetalia
Austropetalia es un género de odonatos anisópteros de la familia Austropetaliidae. Los especímenes han sido recolectados en la costa sureste de Australia, cerca de la ciudad de Melbourne.

## Especies
Se reconocen las tres siguientes:
- Austropetalia annaliese Theischinger, 2013
- Austropetalia patricia (Tillyard, 1910)
- Austropetalia tonyana Theischinger, 1995